# Giorgi Tsjichradze
Giorgi Tsjichradze (Georgisch: გიორგი ჩიხრაძე) (Gagra, 1 oktober 1967) is een Georgisch voetballer. Hij begon zijn carrière in 1983 bij Dinamo Gagra en stopte met voetballen in 2004. Van 1994 tot 2000 zat hij bij het Georgisch voetbalelftal. Daarna werd hij manager van verschillende clubs.
In zijn carrière heeft hij in totaal acht keer gescoord.